# Sebastian Heindl
Sebastian Heindl (* 1997 in Gera) ist ein deutscher Organist und seit März 2023 Kirchenmusiker der Kaiser-Wilhelm-Gedächtniskirche in Berlin.

## Werdegang
Sebastian Heindl erhielt in Leipzig als Mitglied des Thomanerchores seine musikalische Grundausbildung unter Thomaskantor Georg Christoph Biller und Kammersänger Martin Petzold sowie Orgelunterricht bei Daniel Beilschmidt und Stipendien der Richard-Wagner-Studienstiftung und der Studienstiftung des deutschen Volkes. Er studierte im Masterstudiengang Kirchenmusik und Orgel bei Martin Schmeding und Thomas Lennartz an der Hochschule für Musik und Theater „Felix Mendelssohn Bartholdy“ Leipzig. Im Juli 2022 wurde er nach einem mehrstufigen Auswahlverfahren zum Kirchenmusiker an der Kaiser-Wilhelm-Gedächtniskirche Berlin berufen. Am 1. März 2023 trat er damit die Nachfolge von KMD Helmut Hoeft an.

## Künstlerische Aktivitäten
Er legte Aufnahmen für den MDR sowie den Bayerischen Rundfunk vor und wirkte in der BBC-Dokumentation „Bach: A Passionate Life“ von John Eliot Gardiner und als Orgelbegleiter bei CD-Produktionen mit dem Thomanerchor mit. Am 7. November 2017 debütierte er mit dem Jungen Mitteldeutschen Kammerorchester im Gewandhaus in Leipzig mit dem Orgelkonzert von Francis Poulenc. 2019 gewann er den weltweit höchstdotierten Orgelwettbewerb „Longwood Gardens International Organ Competition“. in den USA. Daraufhin wurde er von den Berliner Philharmonikern für die Spielzeiten 2020 und 2021 zu zwei Solokonzerten an der Schuke-Orgel im großen Saal der Philharmonie verpflichtet und debütierte am Hause auch als Ensemble-Interpret, unter anderem für die Digital Concert Hall, gemeinsam mit dem Blechbläserensemble der Berliner Philharmoniker. Am 3. März 2021 berichtete die Zeitung Die Zeit in einem Artikel („Tanz mit dem Teufel“) über den Musiker. Solo-Konzertreisen führten ihn nach Großbritannien, Irland, Ungarn, Österreich, in die USA, nach Kanada und Anfang 2022 in die Russische Föderation. Neben der Aufführungspraxis der gesamten Orgelliteratur von Vorbarock bis Moderne gilt sein Interesse auch der Improvisationskunst, dem Jazz, dem Ensemble-Spiel im beliebten Format „Orgel Plus“ sowie eigenen Kompositionen und der unterhaltsam-moderierenden Musikvermittlung zwischen den Stilen. 

## Diskografie
- Flaschenpost-Geheimnisse: Dukas und seine Schüler, Alain, Messiaen und Duruflé. Rondeau Production Leipzig 2016.
- Sebastian Heindl: St. Matthias Berlin Concert[9] Dupré, Bach, Beethoven, Liszt, Franck, Duruflé, Middelschulte

## Auszeichnungen
- 2012 und 2015: Jugend musiziert
- 2016: Internationaler Johann-Sebastian-Bach-Wettbewerb: Sonderpreis als jüngster Teilnehmer[10]
- 2017: Organ – Journal für die Orgel: Organist of the year 2016
- 2018: Internationales Festival für geistliche Musik in Nürnberg: Orgelwettbewerb, 3. Preis[11]
- 2019: Longwood Gardens International Organ Competition, 1. Preis.[12][13][14]